# Dona de Mim
Dona de Mim (título en español: Dueña de Mí) es una telenovela brasileña producida y transmitida por TV Globo. Se inició la emisión el 28 de abril de 2025. Desarrollada por Rosane Svartman, la telenovela fue dirigida por Allan Fiterman y está protagonizada por Clara Moneke, Juan Paiva, Tony Ramos, Cláudia Abreu, Marcello Novaes, Aline Borges, Elis Cabral y Humberto Morais.

## Elenco
- Clara Moneke como Leona «Léo» Larissa da Silva Senna[5]
- Juan Paiva como Samuel Boaz[6]
- Tony Ramos como Abel Rubin Boaz[7]
- Cláudia Abreu como Filipa Campelo Boaz[4]
- Marcello Novaes como Jaques Boaz
- Aline Borges como Tânia Boaz[8]
- Elis Cabral como Sofia Soares Boaz[4]
- Humberto Morais como Marlon
- Rafael Vitti como Davi Boaz[4]
- Giovana Cordeiro como Bárbara[9]
- Armando Babaioff como Vanderson Silveira
- Marcos Pasquim como Ricardo Monteiro[10]
- Leona Cavalli como Gabriela Moller Stoltz[11]
- Giovanna Lancellotti como Kamila «Kami» Dias[12]
- Felipe Simas como Danilo Santos[13]
- Haonê Thinar como Pâmela «Pam»[14]
- L7nnon como Ryan
- Suely Franco como Rosa Boaz[15]
- Ernani Moraes como Manuel Santos[16]
- Sílvia Bandeira como Isabela Campelo[17]
- Thardelly Lima como Enzo Cariri[17]
- Cyda Moreno como Yara da Silva Senna[4]
- Vilma Melo como Jussara Senna[18]
- Adélio Lima como Luis «Luisão»[4]
- Bel Lima como Ayla Boaz[4]
- Flora Camolese como Nina Campelo[19]
- Nykolly Fernandes como Stephany da Silva Senna[4]
- Cecília Chancez como Dara[4]
- Pedro Fernandes como Peter Santos[4]
- Guti Fraga as Padre Paulo[20]
- Hugo Resende como Alan Barbosa[4]
- Pedro Alves como Caco[4]
- Gabriel Sanches como Breno[4]
- Luana Tanaka como Gisele[4]
- Giovanna Jesus como Ivy[4]
- Gabriel Fuentes como Júlio[21]
- Carol Marra como Natara[4]
- Faiska Alves como Jefferson «Jeff»[4]
- Pedro Henrique Ferreira como Lucas[4]
- Cris Larin como Denise[4]
- Nilson Nunes como Silva[4]
- Lorenzo Reis como André Dias «Dedé»[4]
- Luísa Guedes como Antônia[4]
- Bella Roberth como Aurora[4]
- Theo Matos[4]

### Participaciones especiales
- Camila Pitanga como Ellen Soares Silveira[22]
- Jean Paulo Campos como Yuri dos Santos[23]
- Marcelo Mello Jr. como Costa[24]
- Adriana Bellonga como Mariana
- Miguel Nader como Sargento Cardoso
- Paulo Reis como Maestro de Cerimonias

## Audiencia
| Temporada | Episodios | Primera emisión     | Primera emisión              | Última emisión | Última emisión               | Prom. de espectadores (Puntos de rating) |
| Temporada | Episodios | Fecha               | Audiencia (Puntos de rating) | Fecha          | Audiencia (Puntos de rating) | Prom. de espectadores (Puntos de rating) |
| --------- | --------- | ------------------- | ---------------------------- | -------------- | ---------------------------- | ---------------------------------------- |
| 1         | —         | 28 de abril de 2025 | 22,2                         | —              | —                            | —                                        |